# Tõnu Õim
Tõnu Õim (Tallinn, 16 juni 1941) is een Estlandse schaker met FIDE-rating 2330 in 2017. Van 1977 tot 1982 speelde hij mee in het negende toernooi om het wereldkampioenschap correspondentieschaak en bracht die titel op zijn naam. Hij is twee keer wereldkampioen geweest: het toernooi om het veertiende kampioenschap dat van 1994 tot 1999 verspeeld werd, heeft hij ook gewonnen.
In Moskou studeerde Õim sport, hij studeerde af in 1975 en werkte vervolgens als hoofdtrainer van de schaakselectie van het sportcomité van Tallinn.

## Bordschaak
Voordat Õim actief werd in correspondentieschaak speelde hij verdienstelijk bordschaak. In 1959 werd hij jeugdkampioen van Estland. In 1967 werd hij 2e bij het algemene kampioenschap van Estland. In hetzelfde jaar speelde hij in het 35e kampioenschap van de Sovjet-Unie, waarin hij o.a. voormalig wereldkampioen Michail Tal en Lev Poloegajevski versloeg.

## Correspondentieschaak
Sinds 1963 wordt hij in correspondentieschaaktoernooien tussen landen ingezet voor Estland. Ook nam hij deel aan de 7e Schaakolympiade voor correspondentieschakers en aan het Europees correspondentieschaakkampioenschap voor landenteams. In 1975 werd hij Internationaal Meester (IMc), in 1981 behaalde hij de grootmeestertitel in het correspondentieschaken (GMc). Hij won het 9e WK correspondentieschaken (1977 - 1982) met 13 pt. uit 16 partijen, bij het 12e WK eindigde hij als zesde. Tõnu Õim won ook het 14e WK (1994 - 1999), waarmee hij is de eerste speler was die twee keer wereldkampioen correspondentieschaken werd.
Ook won hij, in 1991, het "Axelson Memorial". Hij werd 14e bij het "Hans-Werner von Massow Memorial" (1996-2002).

## Externe koppelingen
- (en)   Informatie over schaakpartijen van Tõnu Õim op ChessGames.com
- (en)   Informatie over schaakpartijen van Tõnu Õim op 365chess.com
- (en)  FIDE-ratinggegevens voor Tõnu Õim